# Portugalščina
Portugalščina (portugalsko português) je iberoromanski jezik, katerega domovina sta Portugalska in Galicija. Obenem je uradni oz. prevladujoč jezik v Angoli, Braziliji, Mozambiku, na Zelenortskih otokih ter v več drugih azijskih (Vzhodni Timor) in afriških (Gvineja Bissau, Sveti Tomaž in Princ) državah.
Portugalščina je šesti največji jezik po številu govorcev (več kot 200 milijonov) in najbolj razširjen jezik Južne Amerike (186 milijonov, več kot 51 % celotnega prebivalstva). Razširila se je med portugalsko kolonizacijo med 15. in 16. stoletjem. Kot dediščina portugalskega imperija, ki je trajal med letoma 1415 in 1999, je postal uradni jezik več bivših portugalskih kolonij. Je tudi osnova številnim kreolskim jezikom, ki so nastali z mešanjem portugalščine in jezikov staroselcev. Posebna veda, ki proučuje portugalski jezik, kulturo in literaturo in je del romanistike, se imenuje luzitanistika (od leta 2022 se poučuje tudi na Oddelku za romanske jezike in književnosti Filozofski fakulteti v Ljubljani).

## Zgodovina
V času med 409 n.št. in 711 n.št., med razpadanjem zahodnega rimskega imperija, so Iberski polotok osvojila germanska plemena (selitev narodov). Zavojevalci, predvsem Svebi in Vizigoti, ki je prvotno govorili germanski jezik, so hitro sprejeli pozno rimsko kulturo in narečja vulgarne latinščine narečij na polotoku in se v naslednjih 300 letih popolnoma zlili z avtohtonim prebivalstvom. Po  mavrski osvojitvi 711 n.št. je  arabščina postala upravni in skupni jezik v osvojenih krajinah, vendar je večina preostalega krščanskega prebivalstva še naprej govorila različico  romanščine, splošno znane kot Mozarabiščina, ki je v Španiji preživela tri stoletja.
Portugalščina se je razvila iz srednjeveškega jezika, znanega danes med jezikoslovci kot galicijščina-portugalščina ali stara portugalščina ali stara galicijščina, in sicer v  srednjeveški Kraljevini Galiciji na severozahodu, v prvem od krščanskih kraljestev po začetku rekonkviste Iberskega polotoka iz rok Mavrov. Prve zapisane besede in stavke v galicijški portugalščini je najti  v latinskih upravnih dokumentih iz devetega stoletja. Ta obdobje v razvoju jezika je znano kot Proto-Portugalščina, trajalo je od devetega do dvanajstega stoletja, ko se je Portugalsko okročje osamosvojilo in ločilo od Kraljevine Galicije, tedaj podkraljievine  Kraljevstva León.
V prvem delu galicijško-portugalskega  obdobja (od 12. do 14. stoletja) se je jezik rabil bolj za dokumente in druge pisne oblike.Nekaj časa je bil jezik priljubljen pri liričnih pesnikih krščanske Španije, podobno kot je Okcitanščina bila jezik francoskih trubadurjev. Portugalska je postala neodvisna kraljevina leta 1139, pod kraljem Afonzom I portugalskim. Leta 1290 je kralj Denis Portugalski je ustanovil prvo portugalsko univerzo v Lizboni ( Estudos Gerais, ki se je kasneje preselila v Coimbro) in odredil, da se portugalščina, dotlej znana preprosto kot "jezik malih ljudi", pripozna kot portugalski jezik in da se začne uporabljati uradno.
Mešani zakoni med Portugalci in krajevnim življem so pomagali pri širjenju jezika, prav tako tudi povezanost s  rimokatoliškimi misijonskimi prizadevanji, ki so privedla do nastanka kreoliščine, katere različica  Kristang (iz besede  cristão , "krščanski")  je znana marsikje v Aziji. Jezik je bil dolgo časa priljubljen v nekaterih delih Azije, vse tja do 19. stoletja. Nekateri portugalsko govoreče krščanske skupnosti v indiji, Šrilanki, Maleziji in Indoneziji so svoj jezik ohranile, tudi po ločitvi od matične Portugalske.
Konec obdobja pra-portugalščine  pomeni objava Cancioneiro Geral spod peresa Garcia de Resende leta 1516. Za zgodnje čase moderne portugalščine od 16. stoletja dalje je bil značilen porast učenih besed, ki si jih je jezik izposodil iz klasične latinščine in grščine kot odgovor na renesanso, ki je občutno obogatila leksikon.

## Uradni status
Skupnost držav portugalskega jezika (Skupnost portugalsko govorečih držav, CPLP) je mednarodna organizacija osmih držav s portugalščino kot uradnim jezikom. Portugalščina je tudi uradni jezik Evropske unije, Mercosul (Mercosur), Afriške skupnosti (Afriške unije) in nekaterih drugih organizacij.
Portugalščina je uradni jezik v:
| država               | delež govorcev      | razširjenost       | prebivalstvo  | pripomba                       |
| -------------------- | ------------------- | ------------------ | ------------- | ------------------------------ |
|                      | (kot materni jezik) | (vkl. drugi jezik) | (Julija 2003) |                                |
| Afrika               |                     |                    |               |                                |
| Angola               | 60 %                | n.p.               | 24.300.000    | po predh. podatkih popisa 2014 |
| Zelenortski otoki    | n.p.                | 80 %               | 412.137       |                                |
| Gvineja-Bissau       | n.p.                | 14 %               | 1.360.827     |                                |
| Mozambik             | 12 %                | 50 %               | 17.479.266    | po štetju 2007                 |
| Sveti Tomaž in Princ | 50 %                | 95 %               | 175.883       |                                |
| ni uradni jezik:     |                     |                    |               |                                |
| Namibija             | pod 1 %             | pod 1 %            | 1.927.447     |                                |
| Južna Afrika         | 1 %                 | 1 %                | 42.768.678    |                                |
| Azija                |                     |                    |               |                                |
| Vzhodni Timor        | k. A.               | 18,6 %             | 947.400       |                                |
| Macao (Kitajska)     | 2 %                 | n.p.               | 469.903       |                                |
| ni uradni jezik      |                     |                    |               |                                |
| Daman (Indija)       | 10 %                | 10 %               | 114.000       |                                |
| Goa (Indija)         | 3–5 %               | 5 %                | 1.453.000     |                                |
| Evropa               |                     |                    |               |                                |
| Portugalska          | 99 %                | 100 %              | 10.102.022    |                                |
| ni uradni jezik:     |                     |                    |               |                                |
| Andora               | 11 %                | 11 %               | 69.150        |                                |
| Luksemburg           | 14 %                | 14 %               | 454.157       |                                |
| Južna Amerika        |                     |                    |               |                                |
| Brazilija            | 98–99 %             | 100 %              | 182.032.604   |                                |

## Primeri različne izgovorjave
Izvlečki iz portugalskega narodnega epa Os Lusíadas, avtor Luís de Camões (I, 33)
| Original                                | IPA (Lizbona)                          | IPA (Rio de Janeiro)                     | IPA (São Paulo)                             | IPA (Santiago de Compostela)               | Prevod                                          |
| --------------------------------------- | -------------------------------------- | ---------------------------------------- | ------------------------------------------- | ------------------------------------------ | ----------------------------------------------- |
| Sustentava contra ele Vénus bela,       | suɕtẽˈtavə ˈkõtɾə ˈeɫɨ ˈvɛnuʑ ˈβɛɫə    | suɕtẽ̞ˈtavə ˈkõtɾə ˈeɫi ˈvẽnuʑ ˈbɛɫə      | sustẽ̞ˈtavə ˈkõtɾɐ ˈeɫɪ ˈvẽnuz ˈbɛlɐ         | sustenˈtaβa ˈkontɾa ˈel ˈβɛnuz ˈβɛla       | Held against him the beautiful Venus            |
| Afeiçoada à gente Lusitana,             | əfəjˈswaðaː ˈʒẽtɨ̥ ɫuziˈtɐnə            | əfejsuˈaðaː ˈʑẽtɕi̥ ɫuziˈtɜ̃nə             | ɐfeɪ̯sʊˈadaː ˈʑẽtɕɪ̥ ɫuziˈtənə                | afejθoˈaðaː ˈʃente lusiˈtana               | So fond of the Lusitanian people,               |
| Por quantas qualidades via nela         | puɾ ˈkwɐ̃təɕ kwəɫiˈðaðɨʑ ˈviə ˈnɛɫə     | puʀ ˈkwɜ̃təɕ kwəɫiˈdadʑiʑ ˈviə ˈnɛɫə      | pʊɾ ˈkwɜ̃təs kwɐɫiˈdadʑɪz ˈviɐ ˈnɛlə         | poɾ ˈkantas kwaliˈðaðez ˈβia ˈnɛla         | For the many qualities he saw in her            |
| Da antiga tão amada sua Romana;         | də̃ˈtiɣə ˈtɐ̃w̃ əˈmaðə ˈsuə ʁuˈmɐnə       | dɐˀɜ̃ˈtɕiɣə tɜ̃w̃ ɐ̃ˈmaðə ˈsuə ʁo̞ˈmɜ̃nə       | dɐ̃ːˈtɕiɣɐ ˈtɐ̃ʊ̯̃ ɐ̃ˈmadɐ ˈsuɐ ɦõ̞ˈmənə          | danˈtiɣa ˈtaŋ aˈmaða ˈsua roˈmana          | that reminded her of his dear old Rome;         |
| Nos fortes corações, na grande estrela, | nuɕ ˈfɔɾtɨ̥ɕ kuɾəˈsõj̃ɕ nə ˈɣɾɐ̃dɨ̥ɕˈtɾeɫə | nuɕ ˈfɔxtɕi̥ɕ ko̞ɾɐˈsõj̃ɕ nə ˈɡɾɜ̃dʑi̥ɕˈtɾeɫə | nʊs ˈfɔɾtɕɪ̥s koɾɐˈsõɪ̯̃s nɐ ˈɡɾɜ̃dʑɪ̥sˈtɾelɐ    | nos ˈfɔɾtes koɾaˈθons na ˈɣɾandesˈtɾela    | In their stout hearts, in the great star        |
| Que mostraram na terra Tingitana,       | kɨ̥ muɕˈtɾaɾə̃w̃ nə ˈtɛʁə tĩʒiˈtɐnə       | ki̥ mo̞ɕˈtɾaɾɜ̃w̃ nɐ ˈtɛʁə tɕĩʑiˈtɜ̃nə        | kɪ̥ mʊsˈtɾaɾɜ̃ʊ̯̃ nɐ ˈtɛɦɐ tɕĩʑiˈtənə           | ke mosˈtɾaɾaŋ na ˈtɛra tin̠ʃiˈtana          | that they displayed in the land of Tangiers,    |
| E na língua, na qual quando imagina,    | i nə ˈɫĩɡwə nə ˈkwaɫ ˈkwɐ̃dwiməˈʒinə    | i nɐ̞ ˈɫĩɡwə nɐ̞ ˈkwaw ˈkwɜ̃dwĩməˈʑĩnə      | ɪ nɐ̞ ˈɫĩɡwə nɐ̞ ˈkwaʊ̯ kwə̃dwĩmɐˈʑinə          | e na ˈliŋɡwa na ˈkal ˈkando jmaˈʃina       | And the language, which if you think of it      |
| Com pouca corrupção crê que é a Latina. | kõ ˈpokə kuʁupˈsɐ̃w̃ ˈkɾe kiˈɛ ə ɫəˈtinə | kũ ˈpowkɐ ko̞ʀupˈsɜ̃w̃ kɾe ˈkjɛ ə ɫəˈtɕĩnə  | kʊ̃ ˈpoːkɐ ko̞ʁup(i)ˈsɜ̃ʊ̯̃ ˈkɾe ˈkjɛ ɐ lɐˈtɕĩnɐ | kom ˈpowka korupˈθoŋ ˈkɾe ˈke ˈɛ a laˈtina | a little corrupted, you believe it to be Latin. |